# Marc Pautrel
Marc Pautrel est un écrivain français né en 1967. 
Il vit à Bordeaux où il se consacre entièrement à l'écriture. Il est l'auteur de plus d'une dizaine de romans parus aux Éditions Gallimard,.
En 2023, il fait don de ses manuscrits et archives pour la période 1992 - 2022 à la bibliothèque municipale de Bordeaux.